# Comisia Europeană a Dunării
Comisia Europeană a Dunării (1856 – 1938) a fost un organism internațional înființat după încheierea Războiului Crimeii și semnarea Tratatului de pace de la Paris pe 18/30 martie 1856 și care stabilea neutralizarea Mării Negre, retrocedarea către Moldova a trei județe din sudul Basarabiei și libera circulație pe Dunăre, aflată sub supravegherea unei comisii internaționale. Aceste decizii politice reflectau noile interese economice în zonă ale puterilor occidentale. 

## Circumstanțele istorice
În anul 1847 ca urmare a unei secete grave care a afectat Regatul Unit al Marii Britanii și Irlandei, dar și datorită invaziei gândacilor de Colorado, problema aprovizionării cu alimente a populației britanice se punea cu acuitate. În consecință, legea protecționistă numită „Corn Law” a fost abolită, deschizându-se posibilitatea importului de cereale din Europa. Principatele Dunărene dispuneau de importante stocuri de cereale, însă accesul la Marea Neagră era controlat de Imperiul Otoman și Imperiul Rus. Principala rută continentală care ar fi permis transportul unor mari cantități de cereale era fluviul Dunărea, fiind în interesul Regatului Unit, dar și al tuturor puterilor occidentale ca circulația pe fluviu să fie liberă, accesul la Marea Neagră să nu fie îngrădit iar adâncimea apelor să fie suficientă pentru a permite accesul navelor cu pescaj important. 
Încă din vremea domniei lui Barbu Știrbei (1851), au fost lansate studii pentru construirea unei căi ferate care să lege Dunărea de porturile de la Marea Neagră și, eventual, construirea unui pod feroviar peste fluviu. Una dintre variante presupunea construirea unui pod la Giurgiu, care ar fi asigurat legătura cu portul Varna. După Războiul Crimeii, Moldova și, apoi, după 1859, Principatele Unite, au obținut ieșirea la Marea Neagră prin sudul Basarabiei (adică județele retrocedate de Imperiul Rus: Cahul, Bolgrad și Ismail), evitând traversarea teritoriului aflat sub ocupația otomană. Așa se face că unul dintre proiectele domnitorului Alexandru Ioan Cuza a fost construirea unei căi ferate și a unui pod peste Dunăre care să lege portul Galați de teritoriile retrocedate și un viitor port la Marea Neagră, „Gibran”. Mai mult, s-a propus și construirea unui canal navigabil care să lege brațul Chilia de mare. Costurile foarte mari ale proiectului, deși aprobat de parlamentul României în 1868, l-au făcut pe domnitorul Carol I să nu promulge legea corespunzătoare. Acest proiect a avut însă darul să deblocheze mari fonduri bănești din partea Marilor Puteri occidentale și să asigure succesul Comisiei Europene a Dunării, care a activat cu un succes deosebit, timp de 82 de ani.

## Comisia Europeană a Dunării – existență și realizări

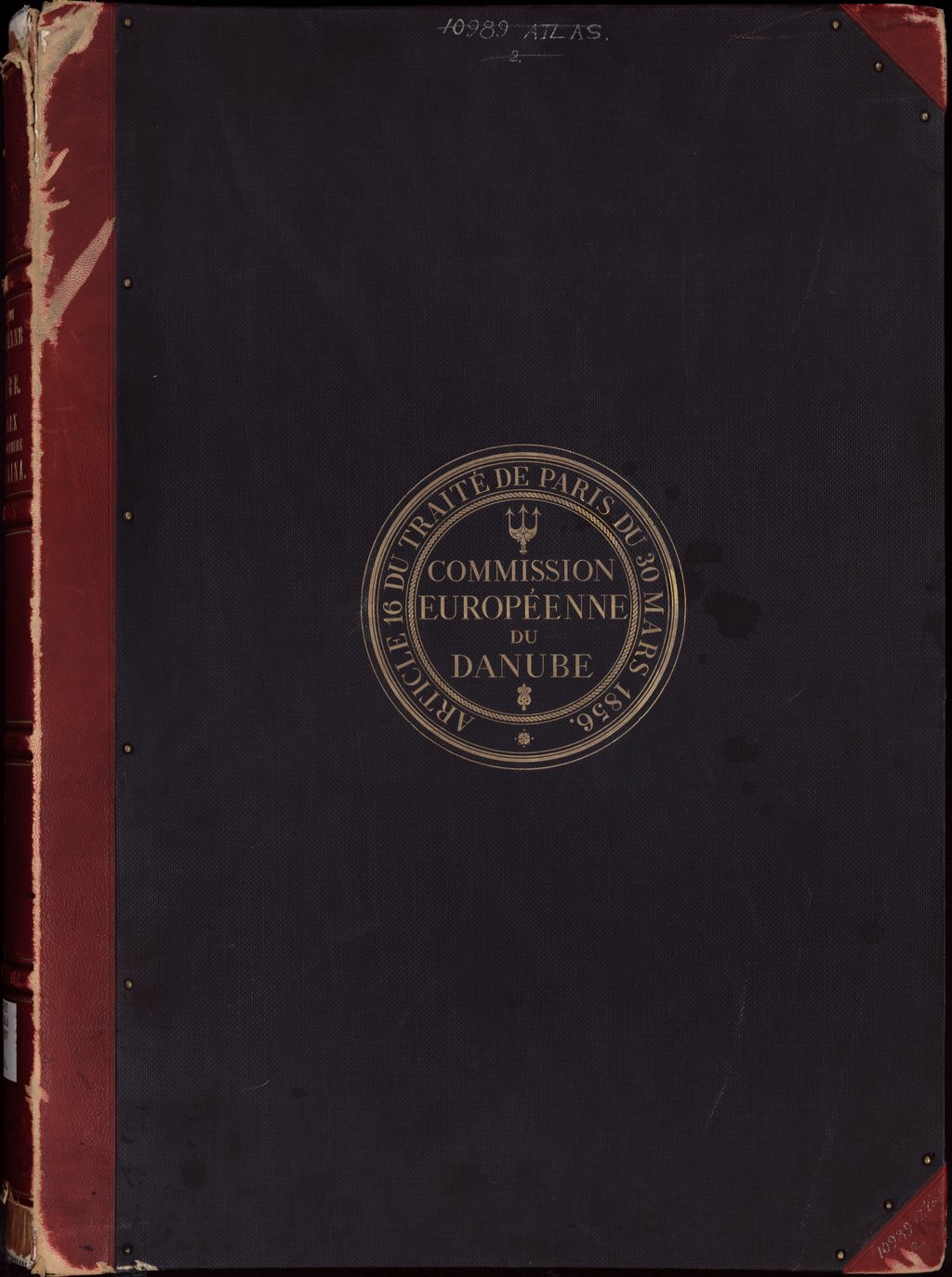
sigla Comisiei

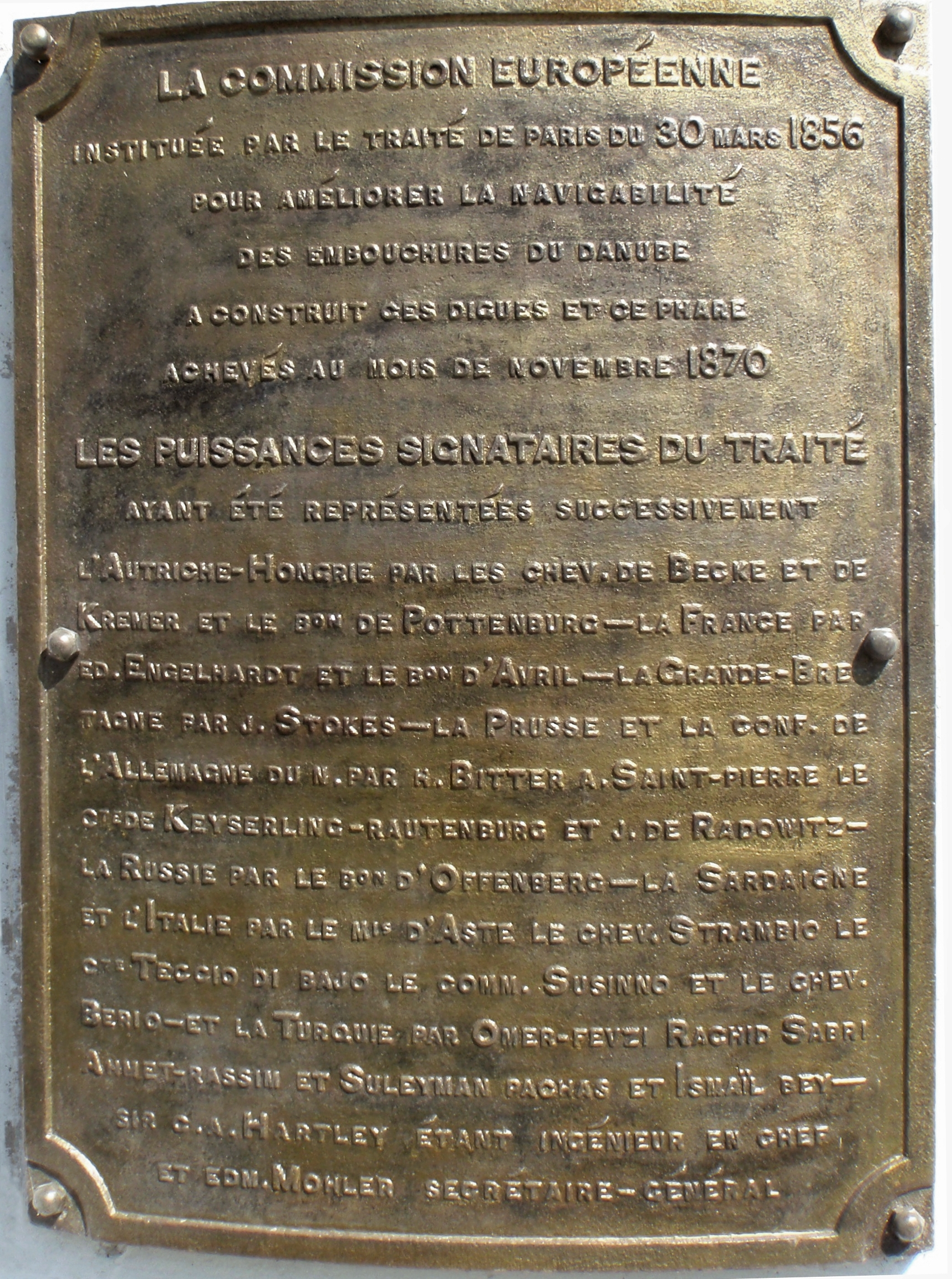
placă comemorativă la Sulina

Comisia Europeană a Dunării și-a început activitatea pe 4 noiembrie 1856 la Galați. Puterile reprezentate în acest organism internațional erau: Imperiul Austro-Ungar, Al Doilea Imperiu Francez, Regatul Unit, Prusia, Imperiul Rus, Regatul Sardiniei și Imperiul Otoman. Principatul Moldovei a avut, la început, doar un rol consultativ. După războiul de independență și încorporarea Dobrogei, Regatul României a devenit membru cu drepturi depline al Comisiei. 
Pentru buna desfășurare a activității comisiei s-a hotărât, printr-un acord mutual, ca puterea executivă să fie deținută de reprezentantul englez, iar cea administrativă de reprezentantul francez. În toată perioada ei de existență, CED a beneficiat de numeroase scutiri de taxe și impozite și de dreptul de a aborda propriul drapel (cinci benzi orizontale, două de culoare roșie, două de culoare albă și una albastră, cu inițialele C. E. D. în alb). În cele opt decenii de existență, CED a contribuit la amenajarea cursului inferior al Dunării, dar și la dezvoltarea socio-economică a regiunii. În ciuda tuturor conflictelor regionale sau europene, (războaiele balcanice, Primul Război Mondial), Comisia a reușit să-și păstreze poziția neutră stabilită prin actul constitutiv. 
Astfel, între anii 1862 – 1902, au fost executate 10 tăieturi pe brațul Sulina, care au permis scurtarea drumului dintre Tulcea și Marea Neagră cu 249 km, suprimând 29 de cotituri și mărind adâncimea minimă de la 3,66 la 5,48 m. A fost asigurată dragarea continuă a Dunării, s-a construit un nou far la Sulina, în 1869, care să înlocuiască vechiul far turcesc din 1802 și s-a administrat traficul naval. 
Sulina s-a transformat, prin instalarea aici a Comisiei Europene a Dunării, dintr-un sat cu aproximativ 1.000 de locuitori, terorizați de răufăcătorii adăpostiți în smârcurile Deltei, într-un oraș în adevăratul înțeles al cuvântului, cu o populație stabilă, internațională, cu venituri importante și cu necesități economice pe măsură. CED a asigurat asanarea platformei orașului, construcția de străzi, cheiuri portuare și diguri de protecție. S-au pus în funcțiune serviciul telegrafic și de telefonie, uzina de apă și rețeaua de distribuție de apă potabilă, uzina electrică care a asigurat iluminatul portului și străzilor orașului, Sulina fiind astfel printre primele orașe din România care a beneficiat de noul sistem de iluminare publică. A fost înființat un spital, care acorda asistență medicală gratuită tuturor locuitorilor orașului. CED a participat la construirea mai multor lăcașuri de cult. 
Printre premierele sociale realizate de CED în România trebuie amintite: indemnizațiile acordate funcționarilor internaționali (de instalare, pentru chirie și întreținere, de concediu), asistență medicală gratuită, avansuri salariale rambursabile sau dreptul de pensionare. 
După numeroase campanii de presă, care reflectau interesele politice și economice ale autorităților de la București și prin care se cereau recuperarea „suveranității naționale” și, implicit, accesul la taxele strânse de Comisie, în 18 august 1938 s-a ajuns la „Aranjamentul de la Sinaia”, prin care s-a desființat organismul internațional al CED și s-a înființat, în schimb, „Administrația Dunării de Jos”, organism aflat sub controlul guvernului României.

## Moștenirea CED
Comisia Europeană a Dunării a ajutat la modernizarea Sulinei și a regiunii înconjurătoare. Odată cu apariția acestui organism internațional, s-au rezolvat, în mare parte, problemele legate de traficul ilicit și de banditism. 
Sir Charles Hartley, numit „Părintele Dunării”, a fost în perioada 1856 – 1871 inginerul-șef al CED. După acest an și până la decesul său din 1905, el a fost consultant pe probleme de navigație fluvială și maritimă și a participat la construirea și modificarea a numeroase porturi, printre care cele din Constanța, Varna și Burgas. Sir Charles A. Hartley a fost inițiatorul numeroaselor lucrări tehnice din Delta Dunării, care și-au pus amprenta pe navigația fluvială din zonă până în zilele noastre. El este autorul soluțiilor de regularizare a cursului Dunării, prin amenajarea provizorie a părții maritime a brațului Sulina și a regularizării întregului braț Sfântul Gheorghe în vederea utilizării pentru navigație. Dacă în cazul brațului Sfântul Gheorghe, costurile uriașe presupuse de proiect au împiedicat declanșarea lucrărilor, succesul neașteptat al lucrărilor inițiale de pe brațul Sulina a dus la continuarea lucrărilor pe întreaga sa lungime, nu doar pe porțiunea maritimă. Astfel s-a reușit deplasarea barei Sulina și adâncirea șenalului navigabil. Datorită celor câteva zeci de tone de lucrări, canalul Sulina, cu o lungime de 101 km și o lățime de 130 – 150 m, are o adâncime de 11,25 m și permite trecerea navelor cu un gabarit de până la 12.500 t. Din punct de vedere al gabaritului de tranzit, Canalul Sulina se află imediat după Canalul Suez și Canalul Panama, cu mult înaintea Canalului Dunăre-Marea Neagră, care permite un gabarit de tranzit de numai 5.000 t. 
CED a construit, în 1869, Farul Mare, care prelua sarcinile vechiului far turcesc, construit în 1802. În zilele noastre, Farul Mare, declarat monument istoric, adăpostește un mic muzeu, care prezintă într-o sală istoria CED și într-o a doua sală mărturii legate de prezența în Sulina a scriitorului Eugen Botez, mai cunoscut cu pseudonimul Jean Bart. Un alt far construit de CED pe Insula Șerpilor, în 1920 și dat în funcțiune în 1922, a fost în îngrijirea autorităților române până în 1947, când a fost cedat odată cu insula Uniunii Sovietice. 
Jean Bart este cel care a eternizat numele Sulinei în romanul Europolis și cel care, într-un studiu din 1899, definea pentru prima oară cimitirul orașului ca „Cimitirul viu”. „Cimitirul viu” este o importantă moștenire a perioadei cosmopolite a Sulinei din timpul existenței CED, fiind compus din trei secțiuni principale și subsecțiunile corespunzătoare: 
- cimitirul creștin,
  - cimitirul CED,
  - cimitirul ortodox,
  - cimitirul ortodox de rit vechi (lipovenesc),
  - cimitirul bisericilor europene occidentale,
- cimitirul musulman și
- cimitirul evreiesc.

„Administrația Dunării de Jos” a fost desființată în 1940, odată cu creșterea influenței Germaniei Naziste în zonă, prin așa-numitul „Aranjament de la Viena”.
După încheierea celei de-a doua conflagrații mondiale, în 1948 a fost înființată organizația interguvernamentală Comisia Dunării⁠(d), cu sediul (din anul 1954) la Budapesta, care își îndeplinește activitatea în baza prevederilor „Convenției cu privire la regimul navigației pe Dunăre”, semnată în cadrul Conferinței Dunării⁠(d) de la 18 august 1948 (Belgrad). Inițial, la înființarea sa în 1948, din Comisia Dunării făceau parte cel șapte state semnatare ale actului adoptat atunci: Bulgaria, Cehoslovacia, Iugoslavia, România, Ungaria, URSS și RSS Ucraineană. În prezent, din Comisia Dunării fac parte 11 state: Austria, Bulgaria, Croația, Germania, Moldova, România, Rusia, Serbia, Slovacia, Ucraina și Ungaria. Alte patru state au statutul de observator: Franța, Turcia, Olanda și Cehia.
Deși în prezent Rusia nu mai este stat limitrof cu fluviul, ea și-a păstrat statutul de membru al Comisiei Dunării. La 18 martie 2022, ceilalți membri ai Comisiei Dunării au decis suspendarea puterilor Moscovei în acest organism, până la găsirea unui mecanism juridic pentru a exclude Rusia din Comisia Dunării.